# Massaoverschot
Het massaoverschot of massa-exces (symbool: Δ) (in wetenschappelijke literatuur doorgaans aangeduid met de Engelse term mass excess) van een nuclide is gedefinieerd als het verschil tussen de nuclidemassa ma en het massagetal Z (het aantal kerndeeltjes) vermenigvuldigd met de atomaire massaconstante mu (= 1 u).
{\displaystyle \Delta =m_{\mathrm {a} }-A\times m_{\mathrm {u} }}
Laat men {\displaystyle m_{\mathrm {u} }} weg tot {\displaystyle \Delta =m_{\mathrm {a} }-A}, zoals vaak onterecht wordt gedaan, is de formule enkel correct wanneer de nuclidemassa ma in u wordt uitgedrukt.
De massa van een atoomkern (in u) wordt zeer goed benaderd door het massagetal van het betreffende element, hetgeen aantoont dat het grootste deel van de nuclidemassa afkomstig is van de samenstellende protonen en neutronen. Bijgevolg kan het massaoverschot worden beschouwd als een maat voor de kernbindingsenergie, relatief ten opzichte van de bindingsenergie per nucleon in een koolstof-12-kern (het massaoverschot van koolstof-12 bedraagt dus exact 0 MeV). 
Als het massaoverschot negatief is, bezit de kern een grotere bindingsenergie dan koolstof-12 en omgekeerd. Als de nucleus een groot massaoverschot heeft ten opzichte van een naburige nuclide (naburig in termen van massagetal en atoomgetal), kan deze kern radioactief verval ondergaan (onder afgifte van energie).
Het massaoverschot wordt berekend door het massagetal af te trekken van de nuclidemassa en dit verschil vervolgens eventueel om te zetten naar een energiehoeveelheid (doorgaans uitgedrukt in kilo- of mega-elektronvolt). Voor koolstof-13 is dit dus:
{\displaystyle \Delta =13{,}003\ 354\ 835\ 07\ \mathrm {u} -13\ \mathrm {u} =0{,}003\ 354\ 835\ 07\ \mathrm {u} }
Dit massaoverschot komt overeen met een energie van 3,125 MeV.